# ارد سوم
اُرُد سوم یا ورُد سوم (به پارتی: 𐭅𐭓𐭅𐭃) از سال ۴ تا ۶ میلادی پادشاه امپراتوری اشکانی بود. گرچه او از خاندان اشکانی بود، اما نسبش ناشناخته است. او پس از سرنگونی فرهاد پنجم توسط اشراف به سلطنت رسید. اطلاعات زیادی در مورد سلطنت کوتاه ارد سوم وجود ندارد. او پس از ۲ سال سلطنت کشته شد و  ونون یکم جانشین شد.